# Prix Robert-Schumann pour la poésie et la musique
Ne doit pas être confondu avec Prix Robert-Schumann de la ville de Zwickau.
Le prix Robert-Schumann pour la poésie et la musique (en allemand Robert Schumann-Preis für Dichtung und Musik), nommé en l'honneur du compositeur Robert Schumann, est un prix musical bisannuel décerné par l'Académie des sciences et des lettres de Mayence.

## Présentation
Fondé en 2012, le prix Robert-Schumann pour la poésie et la musique est décerné tous les deux ans par l'Académie des sciences et des lettres de Mayence. Doté de 25 000 € de 2012 à 2016 puis de 15 000 €, offerts par la fondation Strecker de Mayence, il est remis à une personnalité ayant accompli une carrière exceptionnelle dans le domaine de la poésie et de la musique,.

## Lauréats
Sont lauréats du prix :
- 2012 : Pierre Boulez[3]
- 2014 : Wolfgang Rihm[4]
- 2016 : Aribert Reimann[5]
- 2018 : Jörg Widmann[6]
- 2020 : Olga Neuwirth[7]
- 2022 : Heinz Holliger[2]
- 2024 : Adriana Hölszky[8]